# Derek Oliver Gladwin, Baron Gladwin of Clee
Derek Oliver Gladwin, Baron Gladwin of Clee, (* 6. Juni 1930 in Grimsby, Lincolnshire; † 10. April 2003 in Woking, Surrey) war ein britischer Gewerkschaftsfunktionär und Mitglied des House of Lords. Nach seinem Schulabschluss arbeitete Derek Gladwin von 1946 bis 1952 für British Rail und als Hafenarbeiter in Grimsby. Durch eine Zeitungsanzeige wurde er auf das Ruskin College in Oxford aufmerksam, wo Menschen wie er, die keine höhere Schulbildung hatten, eine formale höhere Bildung erhalten können. Der Besuch des Ruskin College ermöglichte es Gladwin, dessen Vater bereits ein aktiver Gewerkschafter war, als Gewerkschaftsfunktionär in der größten britischen Gewerkschaft GMB tätig zu werden. Von 1970 bis 1990 war er Leiter der „Southern Region“ der GMB und leitete zudem ab 1974 eines der wichtigsten Organisationskomitees des jährlichen Gewerkschaftskongresses. 
Dem Ruskin College blieb Gladwin bis zu seinem Tode verbunden. Er war zunächst der Vertreter der GMB in dessen Verwaltungsrat und von 1974 bis 1999 war er Präsident des Verwaltungsrates. Im Jahr 2000 wurde er zum ersten lebenslangen Präsidenten des Ruskin College gewählt. Von 1978 bis 1986 war er Gastdozent am Nuffield College in Oxford. 1994 wurde Derek Gladwin als Life Peer Lord Gladwin of Clee, of Great Grimsby in the County of Humberside, in das House of Lords aufgenommen. Nachdem Wahlsieg der Labour Party 1997 bot man ihm eine offizielle Funktion im House of Lords an, die er jedoch ablehnte, weil er, wie er sagte, „lieber im Hintergrund arbeite“.
Derek Gladwin war verheiratet. Das Ehepaar hatte einen Sohn.

## Veröffentlichungen
- Derek Oliver Gladwin im Hansard (englisch)

| Personendaten    | Personendaten                                             |
| ---------------- | --------------------------------------------------------- |
| NAME             | Gladwin, Derek Oliver, Baron Gladwin of Clee              |
| ALTERNATIVNAMEN  | Gladwin, Derek Oliver                                     |
| KURZBESCHREIBUNG | britischer Gewerkschafter und Mitglied des House of Lords |
| GEBURTSDATUM     | 6. Juni 1930                                              |
| GEBURTSORT       | Grimsby                                                   |
| STERBEDATUM      | 10. April 2003                                            |
| STERBEORT        | Woking                                                    |